# Villa Montellano
Villa Montellano es un municipio de la República Dominicana, ubicado en la provincia de Puerto Plata. Su nombre proviene de un pueblo en Sevilla, España, llamado Montellano.
Originalmente, el área se desarrolló alrededor de un importante ingenio azucarero llamado Providencia, que fue crucial para la economía local, especialmente en lo que respecta al empleo agrícola y fabril. A lo largo del tiempo, la población creció debido a la migración de personas que buscaban empleo en la zona.
En 2010, la población de Villa Montellano era de aproximadamente 19,700 habitantes.

## Etimología
El nombre de Villa Montellano viene desde un pueblo en Sevilla, España llamado Montellano.

## Límites
Municipios limítrofes:
|                     | Norte: Océano Atlántico |             |
| Oeste: Puerto Plata |                         | Este: Sosúa |
|                     | Sur: Puerto Plata       |             |

## Distritos municipales
Está formado por el distrito municipal de:
| Nombre           | Código   |
| ---------------- | -------- |
| Villa Montellano | 01180901 |

## Historia
Poblado desde principios del siglo XIX, a partir del 1918, es cuando el municipio comienza su crecimiento. La necesidad de medios para ganarse la vida de la población nacional y pueblos cercanos, y la demanda de mano de obra para las labores agrícolas y fabriles de la nueva empresa (Ingenio Providencia), provocaron un fenómeno migratorio, y en torno al ingenio se formó el asentamiento humano. 

### Ingenio Providencia
Diferentes fuentes coinciden en que los trabajos de construcción del ingenio Monte Llano se iniciaron a principios del siglo XX, con piezas de un ingenio de Puerto Rico, específicamente en el año 1918 y duraron aproximadamente 4 años, realizándose la primera zafra en el año 1923.
Fue en los años del 1918 cuando se construyó una hilera de casas, (aún se conservan algunas, no con la madera original). Estas casas estaban ubicadas en línea desde el mango hasta la esquina del corral, y fueron construidas por el puertorriqueño Marcos Nolasco para albergar a los trabajadores de mayor jerarquía del Ingenio. Su construcción se hizo en tabla de palmas, las que con el tiempo fueron remodeladas y cambiadas sus estructuras originales.
Luego del ajusticiamiento de Trujillo, en 1961, el Consejo de Estado promulgó una ley mediante la cual el Estado Dominicano nacionalizaba y hacía suyas las propiedades de la familia Trujillo. Así es como el Ingenio pasó a ser administrado por la Corporación Azucarera Dominicana, la cual, a su vez, fue liquidada en el año 1966 mediante la ley n.º 7 de ese año, que creó el Consejo Estatal del Azúcar-CEA.